# Jeanette Zacarías Zapata
Jeanette Zacarías Zapata (Aguascalientes; 6 de junio de 2003-Montreal, 2 de septiembre de 2021), conocida como La Chiquitaboom, fue una boxeadora mexicana.

## Biografía y trayectoria deportiva
Nació el 6 de junio de 2003 en Aguascalientes, México. Comenzó su carrera en el boxeo profesional el 27 de enero de 2018 a los quince años y hasta el momento había conseguido disputar seis peleas de las cuales solo ganó dos y perdió en otras cuatro, tres de ellas por nocaut.
A los doce años de edad, su padre la inscribió en clases de boxeo con el objetivo de que se formara en técnicas de defensa personal ante eventuales futuros ataques por violencia de género.

### Fallecimiento
Jeanette Zacarías Zapata fue noqueada gravemente por su contrincante, la boxeadora canadiense Marie Pier Houle, en un encuentro pugilístico celebrado en la ciudad de Montreal el 28 de agosto de 2021. Producto del golpe, y aún sobre el ring, empezó a sufrir convulsiones y fue atendida por los servicios médicos. Posteriormente fue internada en estado grave en el Hospital del Sagrado Corazón de Montreal, donde estuvo cinco días en coma inducido. Los restos de la pugilista llegaron a su ciudad natal el 17 de septiembre, tras un proceso rápido de repatriación de los mismos; durante ese día fue despedida por familiares, amigos y compañeros de gimnasio, mediante una procesión que recorrió diferentes puntos de la ciudad y al día siguiente se celebró el funeral, siendo después sepultada en el panteón municipal.

## Récord profesional
| 2 victorias, 4 derrotas |                     |       |            |                                          |
| Resultado               | Rival               | Fallo | Fecha      | Lugar del encuentro                      |
| Derrota                 | Marie Pier Houle    | TKO   | 28/08/2021 | Estadio IGA, Montreal                    |
| Derrota                 | Cynthia Lozano      | KO    | 14/05/2021 | Arena Coliseo, Reynosa                   |
| Victoria                | Veronica Diaz Marin | UD    | 18/08/2018 | Pabellón de Arteaga                      |
| Derrota                 | Heidy Martinez      | UD    | 07/04/2018 | Auditorio Deportivo, Pabellón de Arteaga |
| Derrota                 | Alma Ibarra         | RTD   | 09/11/2018 | Arena José Sulaimán, Monterrey           |
| Victoria                | Fernanda Camarillo  | UD    | 27/01/2018 | Auditorio Deportivo, Pabellón de Arteaga |